# Эд-Дуэйм
Эд-Дуэйм — город в штате Белый Нил, Судан. Является одним из крупнейших городов на побережье Белого Нила. Город расположен на западном берегу реки, между городами Хартум и Кости, в 87 км к юго-западу от Вад-Медани. Население — 92 200 чел. (по оценке 2001 года).
Эд-Дуэйм является центром сельскохозяйственной промышленности. В окрестностях города производят зерновые, хлопок, семена масличных культур, арахис, фрукты и овощи, пшеницу. В Эд-Дуэйме занимаются механизированной обработкой семян сезама и орехов, производят мыло; действует пищевая промышленность.
В городе есть университет.
Эд-Дуэйм соединён дорогами с городами Кости и Тендельти. Есть железная дорога до города Эль-Гетейна. Город обслуживает аэропорт.
Климат весьма засушливый, с отчётливо выраженными сухим и влажным сезонами.
| Показатель                                                           | Янв. | Фев. | Март | Апр. | Май  | Июнь | Июль | Авг. | Сен. | Окт. | Нояб. | Дек. | Год   |
| -------------------------------------------------------------------- | ---- | ---- | ---- | ---- | ---- | ---- | ---- | ---- | ---- | ---- | ----- | ---- | ----- |
| Средний суточный максимум, °C                                        | 31,3 | 33,2 | 37,3 | 40,1 | 41,2 | 39,5 | 36,2 | 34,6 | 36,5 | 38,1 | 35,4  | 32,2 | 36,30 |
| Средняя температура, °C                                              | 23,8 | 25,5 | 28,7 | 31,7 | 32,9 | 32,4 | 30,6 | 29,1 | 30,2 | 31,2 | 28,2  | 25,1 | 29,12 |
| Средний суточный минимум, °C                                         | 16,3 | 17,7 | 20,0 | 23,4 | 24,3 | 25,3 | 25,0 | 23,6 | 23,9 | 24,3 | 21,0  | 17,9 | 21,89 |
| Норма осадков, мм                                                    | 0    | 0    | 0,1  | 0,1  | 5,8  | 22,1 | 65,8 | 99,6 | 38,1 | 5,2  | 0,4   | 0,0  | 237,2 |
| Источник: http://www.climate-charts.com/Locations/s/SU62750.php#data |      |      |      |      |      |      |      |      |      |      |       |      |       |